# Ras Diamond
Ras Diamond (* 1. Oktober 1998 in Blue Hills) ist ein Fußballspieler aus den Turks- und Caicosinseln.

## Karriere
Beim Erstrunden-Qualifikationsrückspiel zur WM 2018 am 26. März 2015 war Diamond beim Heimspiel gegen St. Kitts und Nevis im Kader seines Landes, kam aber nicht zum Einsatz. Das Spiel wurde ebenso wie das Hinspiel drei Tage zuvor mit 2:6 verloren.
In der Saison 2016 wurde er Meister mit seinem Verein AFC Academy.

## Erfolge
- Meister der Provo Premier League: (1)
  - 2016